# Загребський ботанічний сад

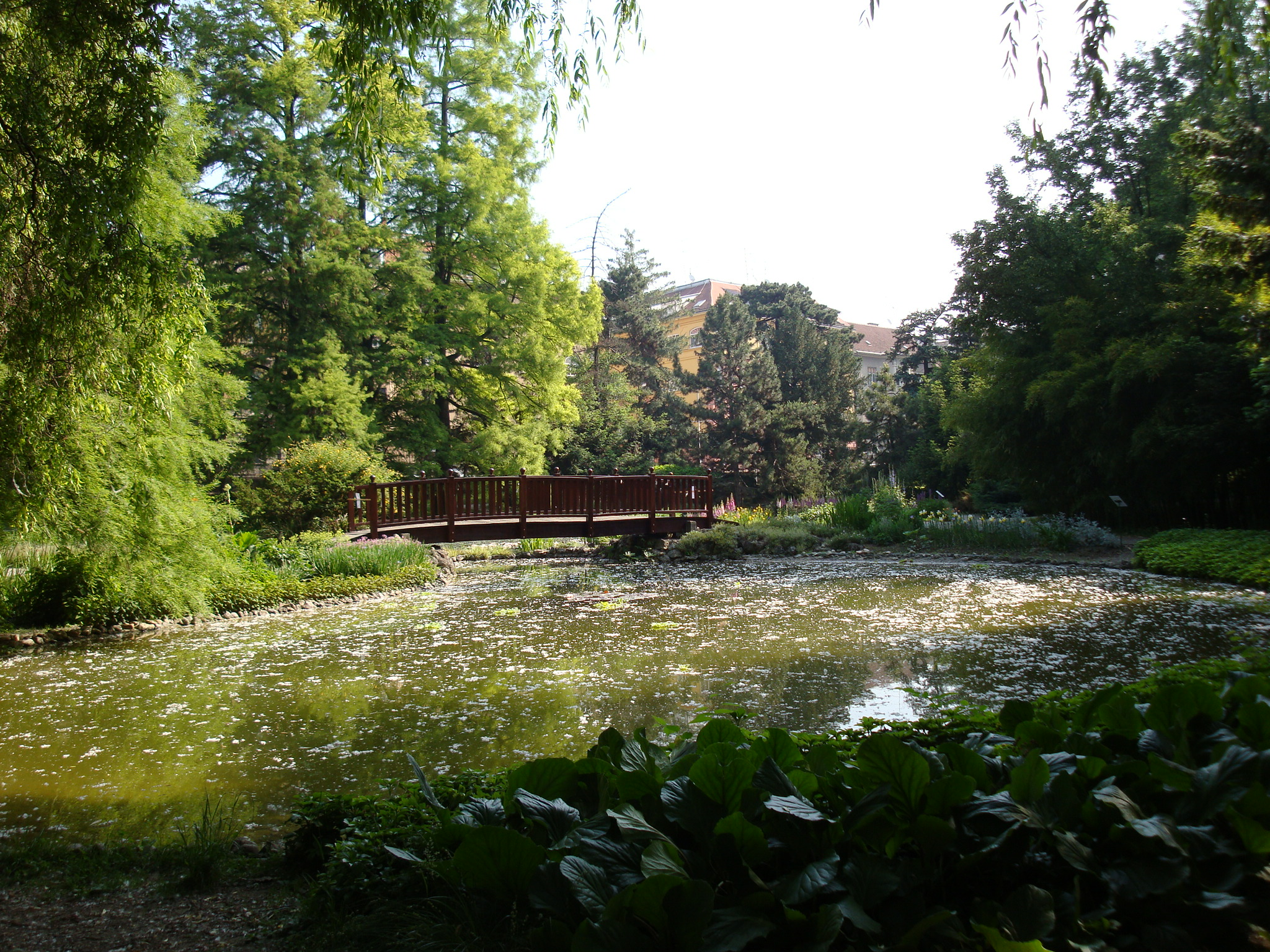
Ставок

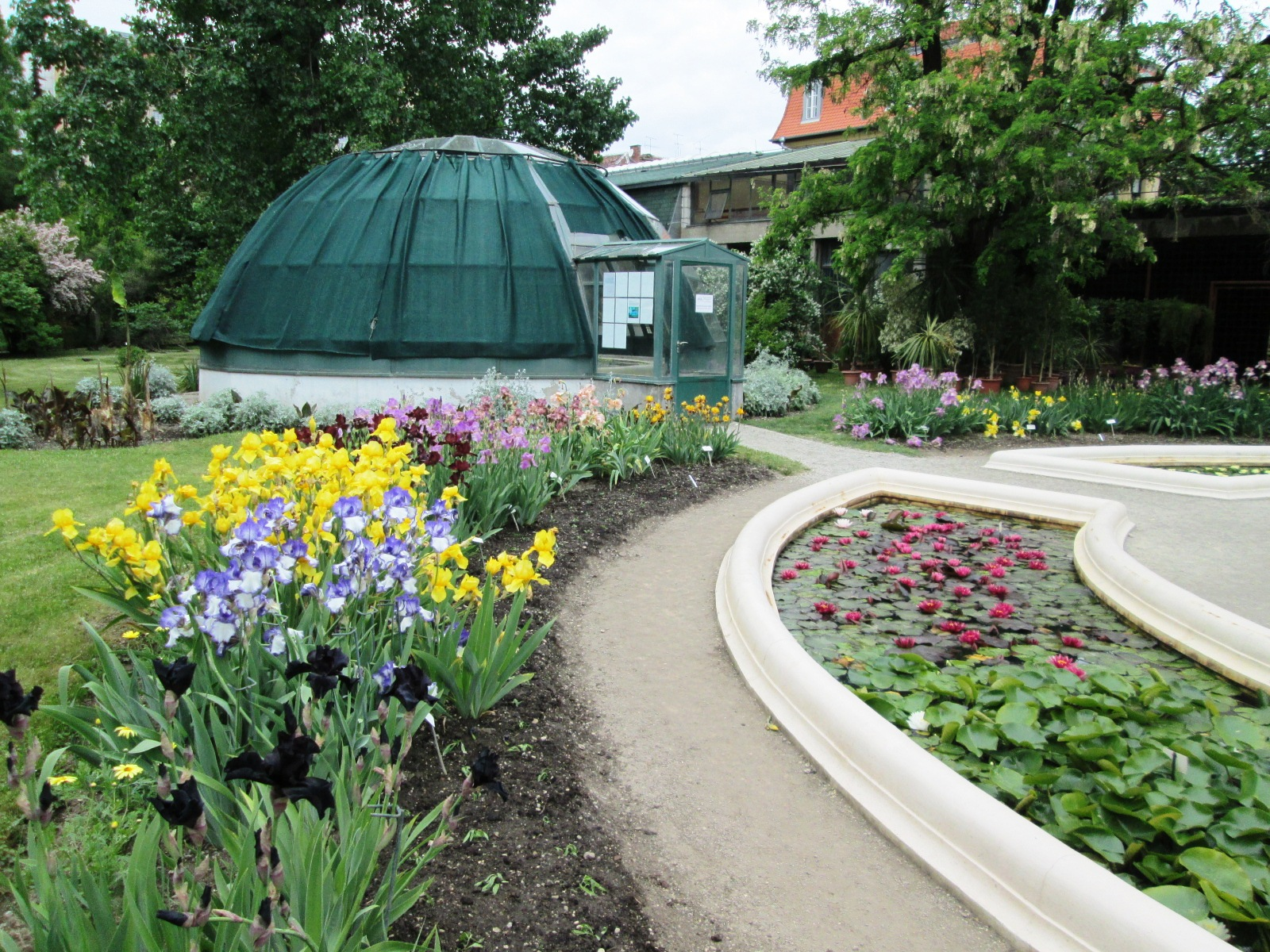
Квіти біля оранжереї

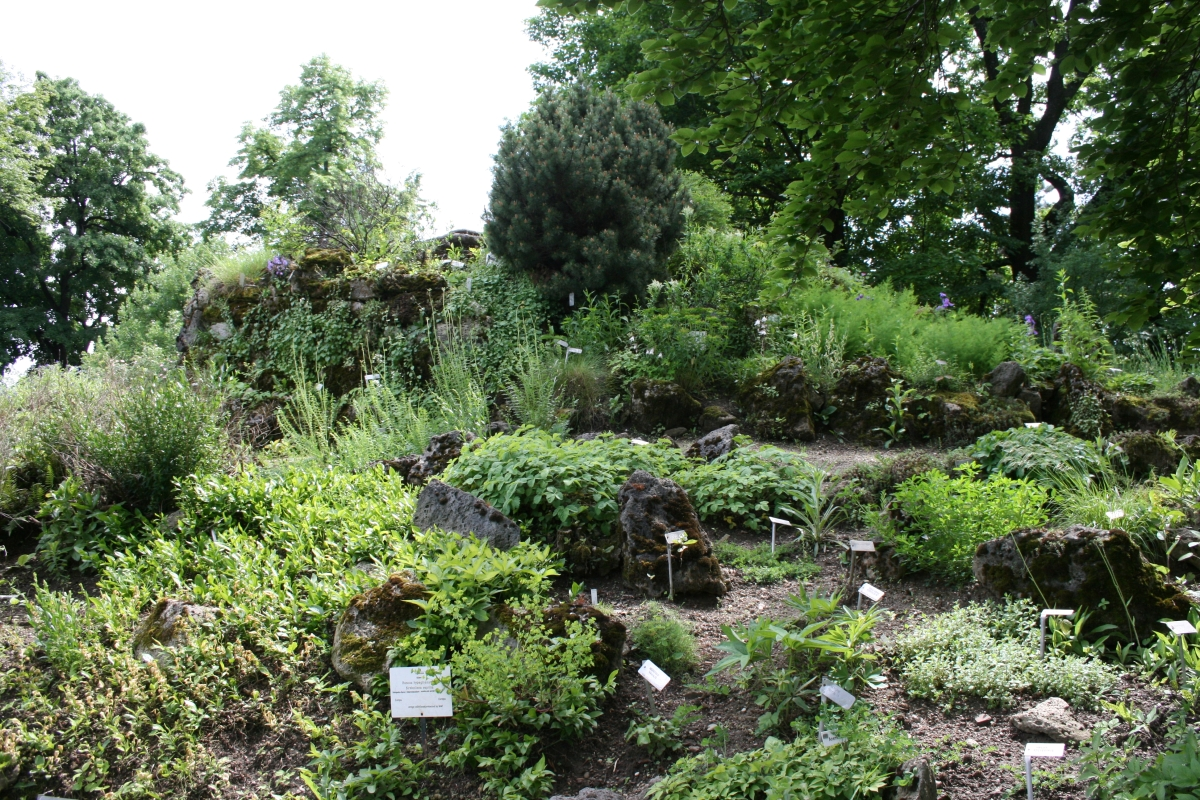
Альпійська гірка

Ботанічний сад факультету природничих та математичних наук Загребського університету (хорв. Botanički vrt Prirodoslovno-matematičkog fakulteta Sveučilišta u Zagrebu) — ботанічний сад у місті Загреб (Хорватія). Ботанічний сад є членом Міжнародної ради ботанічних садів з охорони рослин (BGCI) і має міжнародний ідентифікаційний код ZAVRT.

## Історія
Ідея створення ботанічного саду для відділення ботаніки та фізіології філософського факультету була ініційована професором Бохуславом Йїрушем, першим професором ботаніки в Загребському університеті. Його наступник, професор Антун Хайнц, втілив цю ідею в життя і заснував ботанічний сад 1889 року. Цікаво відзначити, що того часу в Загребі було лише 2 000 будинків і 38 000 жителів, але університет існував вже 220 років. 
Перші проєктні та будівельні роботи в саду почалися 1890 року, а перші посадки рослин почалися 1892 року. Більша частина саду була спроєктована в ландшафтному стилі з нерегулярно посадженими групами дерев і чагарників та звивистими доріжками. Тільки партер, розташований на південь від оранжереї, був створений у французькому стилі відповідно до симетричного плану. До початку XX століття, всього за десять років роботи, у ботанічному саду росло багато видів рослин, а сам сад був естетично добре продуманий і ретельно доглянутий.
Під час Першої світової війни та економічної кризи для ботанічного саду наступив дуже важкий період і він був на деякий час закритий для публіки. Однак, попри труднощі, 1927 року за ініціативою професора Іво Хорвата було створено карстовий фітогеографічний відділ, перший відділ, призначений для місцевих видів хорватської флори. Далі створили фітогеографічні відділи, призначені для альпійських (1949), середземноморських (1954), субсередземноморських (1965) і західноєвропейських (1983) груп рослин. Останній середземноморський фітогеографічний відділ було створено для рослин, які добре себе почувають на яскравому сонці (2009).
Під час Другої світової війни і кількох повоєнних років підтримувалися тільки головні частини саду. Під час бомбардувань сад був значно пошкоджений і знову закритий для публіки. Для відновлення ботанічного саду 1948 року була створена посада директора ботанічного саду, цю посаду з 1948 по 1978 рік обіймав доктор Сало Унгар.
1971 року ботанічний сад був оголошений пам'яткою садово-паркового мистецтва  через свою освітню, культурну, історичну та туристичну цінність та загальну важливость для Загреба і Хорватії.
Протягом 1980-х років сад був ретельно відновлений і модернізований (оранжереї, декоративний кований паркан, невеликі ставки і місток). 1989 року було урочисто відзначено сторіччя найстарішого університетського ботанічного саду Хорватії.

## Опис ботанічного саду
У ботанічному саду росте близько 10 000 таксонів рослин з усього світу, включаючи 1 800 екзотичних рослин. 
Колекції ботанічного саду: 
- Місцева хорватська флора
- Середземноморська флора
- Гірські та альпійські рослини
- Водні рослини
- Дендрарій
  - Дерева і чагарники
  - Хвойні дерева
- Кактуси та інші сукуленти
- Пальми
- Рослини-хижаки
- Трав'янисті та однорічні рослини

## Галерея

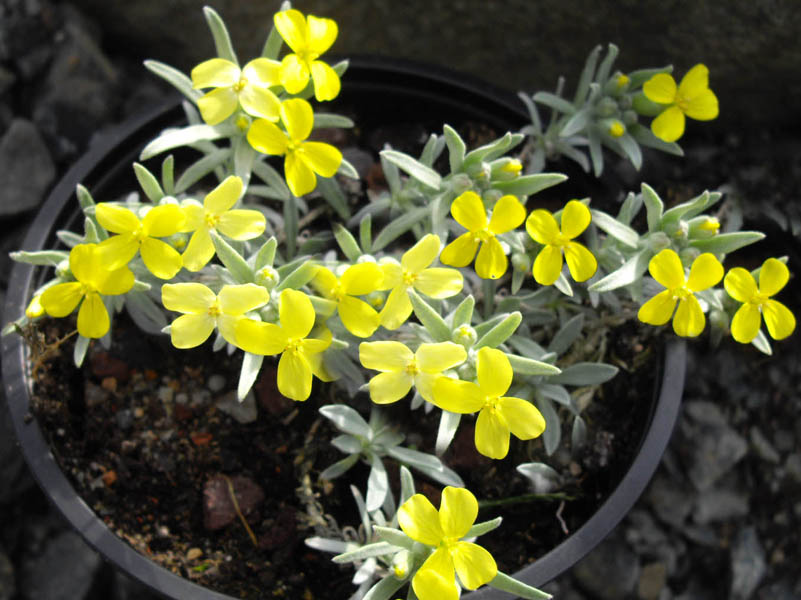
Degenia velebitica
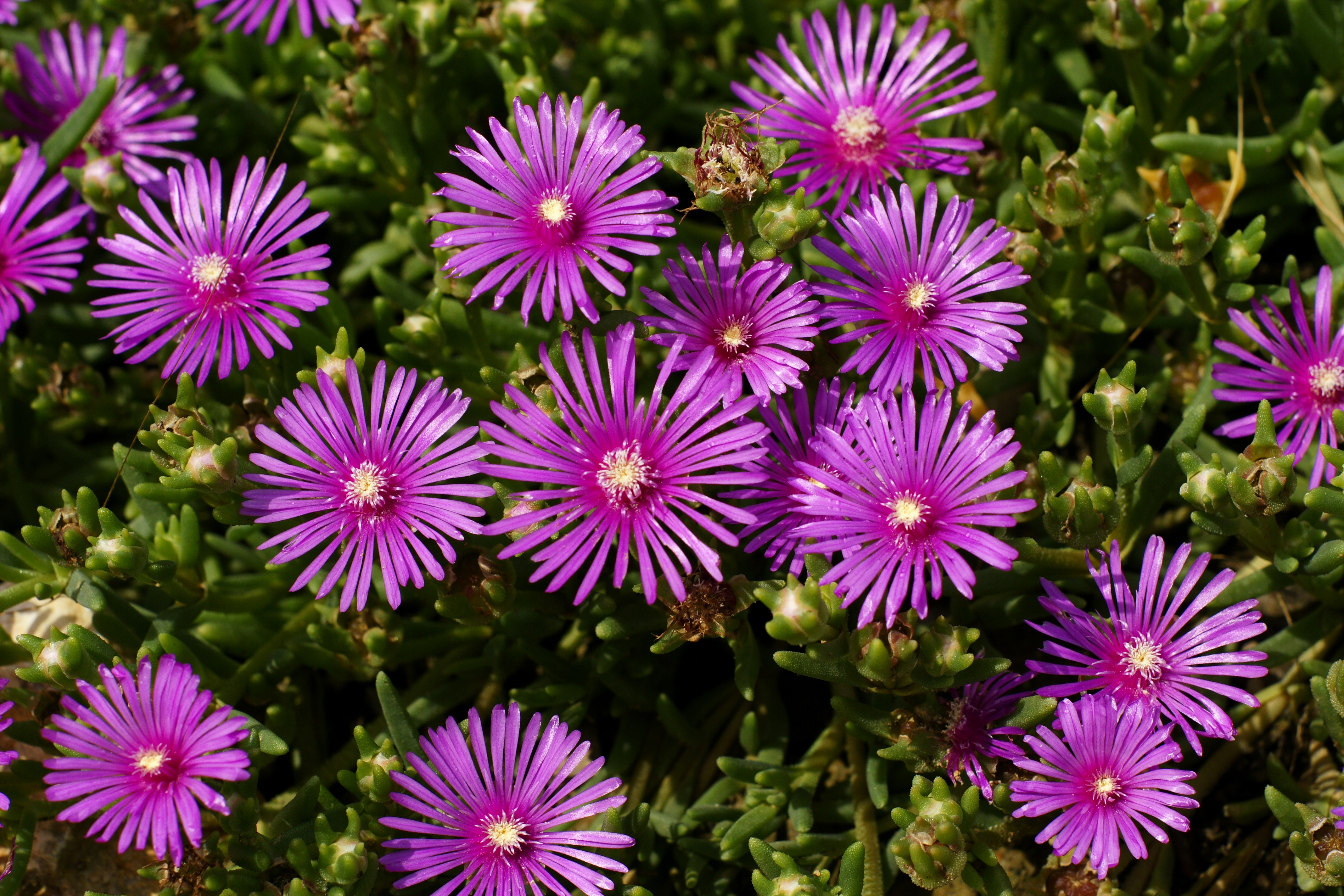
Delosperma cooperi
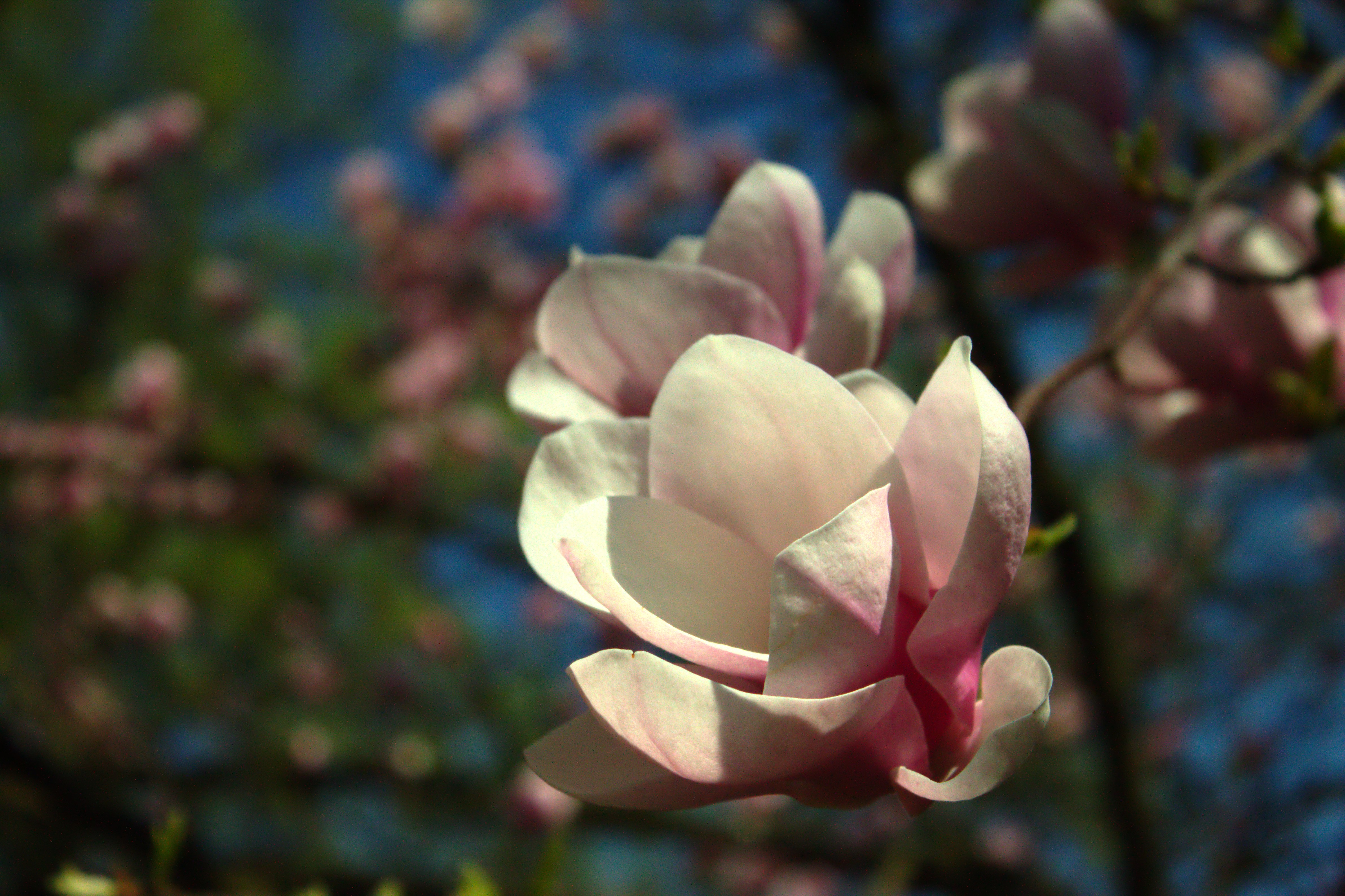
Квітка магнолії
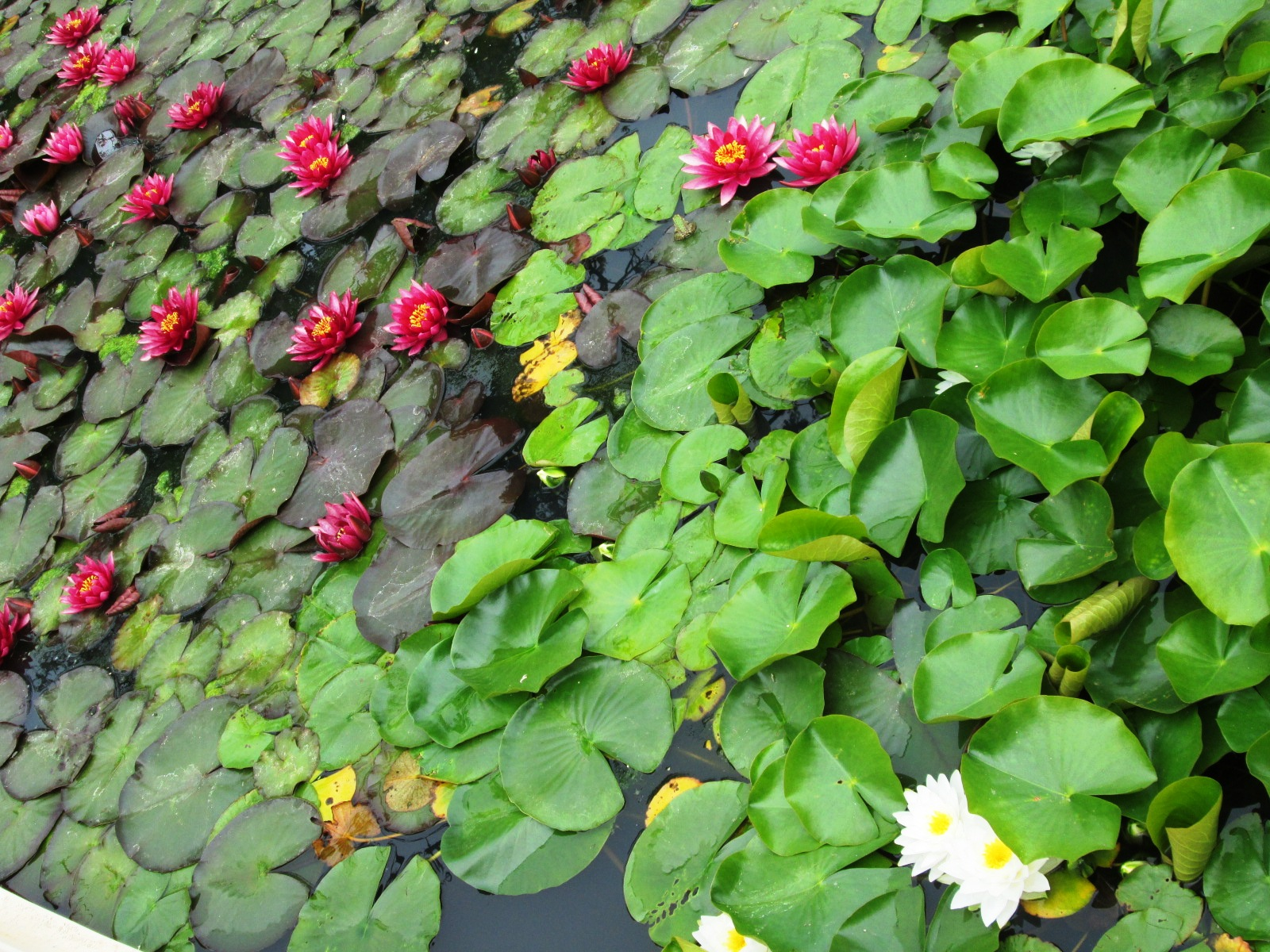
Водні лілії